# استبرق (شهربابک)
استبرق یا مَزرا ، روستایی از توابع بخش مرکزی شهرستان شهربابک در استان کرمان است.

## جمعیت
این روستا در دهستان استبرق قرار دارد و براساس سرشماری مرکز آمار ایران در سال ۱۳۹۵، جمعیت آن ۳۱۲۹ نفر (۸۲۰ خانوار) بوده‌است.